# Frottage

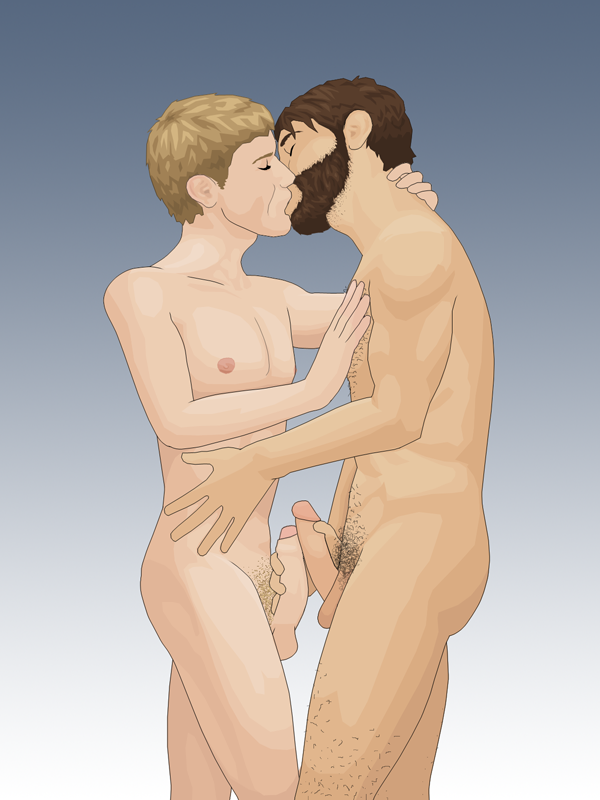
Frottage tra due uomini

Il frottage (dal francese frotter, strofinare) è una pratica sessuale che consiste nello sfregamento dei genitali e delle zone erogene tra maschi, attuato reciprocamente o unilateralmente sul corpo di uno o più partner, nudi e senza penetrazione.

## Descrizione
Il frottage solitamente include il contatto tra i genitali ed è la più comune tra le altre pratiche sessuali senza penetrazione. Può rientrare nei preliminari sessuali, o essere un modo per ottenere gratificazione sessuale, senza impegnarsi in un rapporto orale, vaginale o anale, come avviene per la masturbazione. Può precedere e preparare l'intimità tra i partner o sostituire la penetrazione.
Il termine frottage indicava anche una particolare parafilia, che spinge un soggetto ad attuare compulsivamente tale pratica sessuale con soggetti non consenzienti, di solito in luoghi pubblici affollati. Per tale comportamento, che può configurare il reato di molestia, si preferisce parlare di frotteurismo.